# Salas
Salas – gmina w Hiszpanii, w prowincji Asturia, w Asturii, o powierzchni 227,11 km². W 2011 roku gmina liczyła 5659 mieszkańców.
Miasto jest ważnym miejscem przystankowym dla pielgrzymów zmierzających do Santiago de Compostela trasą Camino Primitivo.